# Bloomfield (Nebraska)
Bloomfield – miasto w Stanach Zjednoczonych, w stanie Nebraska, w hrabstwie Knox.